# Kvadratna stopinja
Kvadratna stopinja ali kvadratna kotna stopinja (oznaka ((°)², iz praktičnih razlogov pa včasih izpišemo kar «kvadratna stopinja» ali «kv. stopinja») je enota s katero merimo velikost prostorskega kota. Določena je kot prostorski kot, ki pripada kvadratu z dolžino stranice 1 ° na površini enotske krogle s središčem v točki opazovanja. Kvadratna stopinja ni vključena v mednarodni sistem enot (SI).
Uporablja se v astronomiji kot enota za merjenje navidezne razsežnosti večjih nebesnih teles ali področij nebesne krogle.
Manjši enoti sta še kvadratna minuta in kvadratna sekunda, ki pa sta določeni na podoben način kot kvadratna stopinja (uporabi se kvadrat s stranico 1' (kotna minuta) oziroma 1" (kotna sekunda)). Kvadratna minuta je 3600-krat (602) manjša kot kvadratna stopinja. Kvadratna sekunda pa je 12.960.000-krat (604) manjša kot kvadratna stopinja. 

## Lastnosti
Kvadratna stopinja je (2π/360)2 sr, to pa je 0,0003046 sr.
Število kvadratnih stopinj, ki pripada celotni krogli (npr. nebesni krogli) je 129.600/π (°)², (kar je približno 41.253,96 (°)²). To je tudi 1/3283 sr  ali 305 μ sr.

Navidezni premer polne Lune je 0,5 °, to pa je približno 0,20 (°)².